# Джафаров Алі Асад огли
Алі Асад огли Джафаров (26 серпня 1904, місто Нахічевань, тепер Нахічеванська Автономна Республіка, Азербайджан — 28 травня 1963, місто Баку, тепер Азербайджан) — азербайджанський радянський діяч, залізничник, начальник Азербайджанської залізниці. Депутат Верховної ради СРСР 2—3-го скликань.

## Життєпис
Народився в родині паровозного кочегара. З 1914 року працював в Баладжарському паровозному депо. Був кочегаром, помічником машиніста.
Член РКП(б) з 1924 року.
У 1928—1929 роках — начальник паровозного депо станції Баладжари Азербайджанської РСР.
У 1929 році навчався на курсах середнього командного складу залізничного транспорту в Москві.
Після закінчення курсів — начальник паровозного депо станції Кіровабад Азербайджанської РСР.
У 1939 році закінчив факультет паровозного господарства Всесоюзної академії залізничного транспорту імені Сталіна в Москві, здобув спеціальність інженера-механіка.
У 1939—1940 роках — начальник Бакинського паровозного депо Азербайджанської РСР.
У 1940 році — начальник політичного відділу Бакинського відділення Закавказької залізниці.
З грудня 1940 по травень 1945 року — заступник начальника управління Закавказької залізниці. 
У травні 1945 — 1957 року — начальник управління Азербайджанської залізниці.
Подальша доля невідома. Помер 28 травня 1963 року в місті Баку.

## Звання
- генерал-директор тяги ІІІ рангу (.11.1943)

## Нагороди
- два ордени Леніна
- орден Вітчизняної війни І ст.
- два ордени Трудового Червоного Прапора
- орден «Знак Пошани»
- медаль «За оборону Кавказу»
- медаль «За доблесну працю у Великій Вітчизняній війні 1941—1945 рр.»
- медалі